# Coronilla elegans
Espèce
Coronilla elegans est une espèce de plantes à fleurs de la famille des Fabaceae qui se rencontre en Europe centrale et dans les Balkans.

## Répartition
Cette plante se rencontre en Albanie, en Autriche, en Bulgarie, en Grèce, en Hongrie, en Roumanie, en Tchécoslovaquie, en Ukraine et ex-Yougoslavie.

## Systématique
Le nom correct complet (avec auteur) de ce taxon est Coronilla elegans Pančić.
Coronilla elegans a pour synonymes :
- Coronilla latifolia (Hazsl.) Jáv.
- Coronilla varia subsp. latifolia (Hazsl.) Dostál
- Coronilla varia var. latifolia Hazsl.
- Securigera elegans (Pancic) Lassen

### Publication originale
- (sr) Josif Pančić, Флора кнежевине Србије [« Flore de la Principauté de Serbie »], Belgrade,‎ 1874[3]